# 国立ソウル科学館
国立ソウル科学館（こくりつソウルかがくかん、朝鮮語: 국립서울과학관）は、大韓民国ソウル特別市鍾路区臥龍洞に位置する博物館である。
1927年5月に科学館として開館し、大韓民国の独立後、国立ソウル科学館に名称を変更した。朝鮮戦争で焼失し、1962年8月に現在の位置に科学館として開館した。史跡である昌慶宮とは「科学の門」を通じてつながっている。
内部には、子供や青少年が科学への興味を存分に感じることができる実験・実習機材を展示しており、仮想現実、テレビ電話、幻想体験などの高度な展示技法で演出している。

## 沿革
- 1926年10月　科学館設立が承認される
- 1927年5月　常設展示館開館（朝鮮総督府旧庁舎内）
- 1945年10月　第二次世界大戦後、国立科学館博物館に改称
- 1949年7月　国立科学館として開館
- 1950年9月　朝鮮戦争で建物や施設が完全に焼失する
- 1960年8月　科学館の建設敷地が確定する（現在の位置：ソウル特別市鍾路区臥龍洞2）
- 1969年4月　国立科学館が文教部から移管され科学技術処の所属機関となる
- 1970年9月　本館竣工
- 1972年9月　国立科学館本館常設展示場の開館
- 1979年7月　産業技術館開館
- 1990年4月　国立中央科学館とソウル科学館に職制改編
- 1990年4月　国立ソウル科学館開館
- 1998年6月　開館以来の来場者が1000万人を突破
- 2000年1月　責任運営機関に転換
- 2002年4月　産業技術館を特別展示館に改編
- 2008年2月29日　教育科学技術部の国立ソウル科学館となる

## 交通アクセス
- 地下鉄：4号線恵化駅下車、4番出口から徒歩約10分